# ميخائيل بلانتون
ميخائيل بلانتون (بالإنجليزية: Michael Blanton)‏ هو عالم فيزياء فلكية وفيزيائي وباحث أمريكي، ولد في 1 فبراير 1973.